# Le Prix à payer (film, 2007)
Pour les articles homonymes, voir Le Prix à payer.
Pour plus de détails, voir Fiche technique et Distribution.
Le Prix à payer est un film français réalisé par Alexandra Leclère, tourné en 2006 et sorti en 2007.

## Synopsis
Quinquagénaire ayant réussi dans les affaires, Jean-Pierre Ménard jouit d'une existence confortable aux côtés d'une épouse belle et élégante, Odile, qu'il aime de tout son cœur. Son bonheur serait parfait si toutefois, Odile, par ennui et lassitude, ne refusait pas d'accomplir son devoir conjugal. Jean-Pierre, qui a des besoins très masculins et qui éprouve encore du désir pour sa femme, souffre de cette situation. Il en fait part à Richard, son chauffeur, qui rencontre précisément les mêmes problèmes avec Caroline, sa compagne. Constatant pragmatiquement que les deux femmes vivent à leurs crochets, Richard suggère d'exercer un chantage en leur coupant les vivres. Ce que Jean-Pierre traduit laconiquement par la formule « pas de cul, pas de fric » qu’il s’empresse de mettre en pratique.

## Fiche technique
- Titre : Le Prix à payer
- Réalisation : Alexandra Leclère
- Scénariste : Alexandra Leclère
- Décors : Dominique André, Carlos Conti
- Costumes : Catherine Bouchard
- Photographie : Jean-François Robin
- Musique : Philippe Eidel
- Production : Philippe Godeau
- Société de production : Pan Européenne Production
  - Coproduction : Studiocanal et TF1 Films Production
- Tournage : du 24 avril au 9 juin 2006.
- Genre : comédie
- Durée : 95 minutes
- Date de sortie : 
  -  France : 4 avril 2007

## Distribution
- Christian Clavier : Jean-Pierre Ménard
- Nathalie Baye : Odile Ménard
- Gérard Lanvin : Richard
- Géraldine Pailhas : Caroline
- Patrick Chesnais : Grégoire
- Anaïs Demoustier : Justine Ménard
- Maud Buquet : La Call girl
- Francis Leplay : L'agent immobilier
- Jean-François Robin : Homme à l'entretien d'embauche
- Josselin de Tonquedec : Homme guichet métro
- Charlotte Gerbault : Femme guichet métro
- Carmelita Tuazan : Mel
- Antoine Smadja : Barman
- Émilie Lafarge : Jacqueline
- Philippe Breton : Automobiliste énervé
- Johanna Cohen : Jeune femme restaurant
- Céline Piccinin : Jeune femme réception
- Samuel Amsterdamer : Enfant
- Célestin Chapelain : Enfant

## Anecdotes
C'est la deuxième fois que Christian Clavier et Nathalie Baye sont mari et femme à l'écran. La première fois, ce fut dans Je vais craquer (1980) de Gérard Lauzier et François Leterrier, d'après la bande dessinée La Course du rat de Gérard Lauzier.